# Озол, Иван Петрович
Иван Петрович Озол (вариант фамилии Озоль, партийные клички Zars, Kļims, Feldmanis) (27 октября (8 ноября) 1878 — 30 июня 1968) — латышский социал-демократ, депутат Государственной думы II созыва от Риги.

## Биография
По национальности латыш. Родился в Платонской волости, в семье земгальского кузнеца. Окончил реальное училище в Митаве (ныне Елгава), где сидел за одной партой с Карлисом Ульманисом. Окончил Рижский политехнический институт (1903) со степенью кандидата коммерции 1-го разряда. Работал учителем в коммерческом училище им. В. Олова. Коммерсант, бухгалтер, имел заработок 1200 рублей в год. Личный почётный гражданин.
В конце 1890-х годов участвовал в создании первых социал-демократических рабочих кружков в Риге, в 1902 — один из основателей Прибалтийской латышской социал-демократической рабочей организации. Член Центрального комитета Латышской социал-демократической рабочей партии (ЛСДРП). Член редакции газеты «Циня». Меньшевик. Один из лидеров революции 1905 в Лифляндской губернии. С 10 по 25 апреля 1906 в Стокгольме участвовал в работе 4-го (Объединительного) съезда Российской социал-демократической рабочей партии.
23 февраля 1907 года был избран в Государственную думу II созыва от съезда городских избирателей Риги. Состоял в Социал-демократической фракции. Член Бюджетной комиссии. Выступал в прениях по вопросам о декларации Совета министров, о выдаче пособий художественно-промышленным мастерским, о взимании налога с городских недвижимых имуществ.
Во время революции 1905—1907 годов в Лифляндии Озол собрал значительное количество фактов о пытках в тюрьмах, о злоупотреблениях полицейских чинов и карательных экспедиций. На основании собранных данных и учитывая, что 31 марта 1907 г. в Рижской центральной тюрьме произошло столкновение между тюремной стражей и заключенными, в результате которого 7 арестованных было убито и несколько десятков ранено, социал-демократическая фракция Государственной думы внесла 2 апреля 1907 г. запрос в соответствующую комиссию. В протоколе комиссии от 6 апреля были отражены факты издевательств над заключёнными, расстрелов без суда под предлогом попытки к бегству. Комиссия также рассмотрела многочисленные факты расправ над крестьянами, уничтожения их имущества повсеместно в Лифляндской, Эстляндской губерниях и населённых латышами уездах Витебской. «Задачей истязаний было не столько причинение боли и увечий и устрашение населения, сколько вынуждение показаний, достаточных для предания военно-полевому суду и расстрелу», — отмечалось в документах комиссии.
Штаб-квартира думской фракции РСДРП помещалась в квартире, снимавшейся на имя И. П. Озола. 5 мая 1907 года там проведён обыск, что являлось грубым нарушением депутатской неприкосновенности. В правительственном требовании от 1 июня был включён в список 15 депутатов-социал-демократов, которых необходимо взять под стражу.
Подвергался административным преследованиям. После того как в 1907 году Дума была разогнана, эмигрировал в США. Стал редактором латышской социалистической газеты в Бостоне, что давало средства существования. Упорно изучал английский язык. Поступил на социальный факультет одного из американских университетов. Защитил диссертацию на соискание степени Ph. D. После этого стал искать место для занятий преподавательской и научной деятельностью. Трижды посещал независимую Латвию. Его настороженное отношение к России мало изменялось с годами, он говорил: «Русские никогда не будут для нас настоящими друзьями».
Скончался в 1968 году Уилмингтоне, штат Делавэр.